# 玉川電気鉄道1372mm4輪単車車両
玉川電気鉄道1372mm4輪単車車両と称される玉川電気鉄道（のち東京横浜電鉄）の1号形は、1920年9月11日に玉川電気鉄道が東京市電気局市内電車線（通称東京市電）に乗り入れる為に1067mmから市電と同じ1372mmに改軌した折に新造した、21両のうちの15両を指す。

## 概要
玉電の1号形は15両すべてが、愛知県名古屋市にあった名古屋電車製作所の製造で、長さは大体11メートルぐらいで車体は台車以外が木造。1本ポール集電方式で、折り返す際は反対側にしなければならないというデメリットがあった。窓は1枚下降式でドアはなくオープンデッキ構造だったが、のちに一部がドア付に改造されている。連結器はなく、純粋な路面電車車両として製造された初の車両といえるが、4輪単車であることがネックとなり大型輸送に不適格だった。そのため1936年から順次廃車されるようになり、最後の3両は玉電の単線区間である砧線（二子玉川→砧本村間）専用となったが、1941年に満州の新京市（現・長春市）の私鉄・新京交通に譲渡されて形式消滅している（※ 満州へ渡った車両の消息は不明）。
ちなみに残りの6両が玉電→東横の16号形で、こちらは木造ボギー車両であったため、東京急行電鉄になっても引き継がれて同社のデハ1形となる。